# شهرستان هیگاشی‌اوکیتاما، یاماگاتا

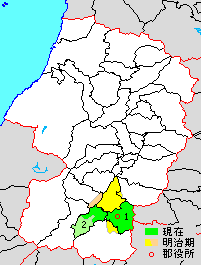

شهرستان هیگاشی‌اوکیتاما (انگلیسی: Higashiokitama District, Yamagata) یکی از شهرستان‌های ژاپن است که در استان یاماگاتا در ژاپن واقع شده‌است.